# 할란드 공작 율리안 왕자
율리안 헤르베트 폴케(스웨덴어: Julian Herbert Folke, 2021년 3월 26일 ~ )는 스웨덴 베르나도트 왕가의 왕자이자 할란드 공작이다.
칼 16세 구스타프의 장남 베름란드 공작 칼 필립 왕자와 베름란드 공작부인 소피아 사이에서 태어난 삼남이다. 현재 왕위 계승 서열은 7위이다. 